# Туюк
Тую́к (каз. Тұйық) — село у складі Кегенського району Алматинської області Казахстану. Адміністративний центр та єдиний населений пункт Туюцького сільського округу.
Населення — 1008 осіб (2021; 1296 у 2009, 1425 у 1999, 1541 у 1989).
До 2013 року село мало статус селища, у радянські часи — смт.